# Danny van der Tuuk
Danny van der Tuuk (Assen, 5 novembre 1999) è un ciclista su strada olandese naturalizzato polacco che corre per il team Euskaltel-Euskadi. È attivo in formazioni UCI dal 2018.

## Palmarès
- 2017 (Juniores)

1ª tappa Ronde des Vallées (Saint-Barnabé > Saint-Barnabé)

## Piazzamenti

### Classiche monumento
- Liegi-Bastogne-Liegi

2022: 113º
2023: ritirato
2024: ritirato

### Competizioni mondiali
- Campionati del mondo

Bergen 2017 - In linea Junior: ritirato